# Фрер, Бернар Жорж Франсуа
Бернар Жорж Франсуа Фрер (фр. Bernard Georges François Frère; 1762—1826) — французский военный деятель, дивизионный генерал (1808 год), граф (1809 год), участник революционных и наполеоновских войн. Имя генерала выбито на Триумфальной арке в Париже.

## Биография

### Происхождение и начало военной службы
Родился в семье доктора медицины Жозефа Шарля Фрера (фр. Joseph Charles Frère; 1724—) и его супруги Анны Юрсюль Сегун (фр. Anne Ursule Segoune). До революции работал фармацевтом в Каркасоне. 2 сентября 1791 года вступил добровольцем на военную службу и был избран капитаном. 10 ноября 1791 года возглавил 6-ю роту 2-го батальона волонтёров Ода. 22 декабря батальон покинул Каркасон, чтобы присоединиться к Южной армии. 6 мая его включили в состав Альпийской армии. В июле расположился в гарнизоне в Турну и в окрестностях, и был причислен к Итальянской армии. Сражался при Лантоске, затем 25 ноября по приказу генерала Росси ушёл в Пиренейскую армию. 23 марта 1793 года сражался у Бидасоа. 1 мая 1793 года переведён в Армию Западных Пиренеев. 9 мая 1793 года Фрер стал командиром батальона. 1 мая 1794 года участвовал во взятии Булу. 28 августа 1795 года его батальон влился в состав 147-й боевой полубригады.

### 4-я линейная полубригада. Пешие гренадеры
С 1796 года воевал в Итальянской армии генерала Бонапарта. Был ранен у редутов Серра, на въезде в Пьемонт. 26 мая 1796 года возглавил батальон в 4-й полубригаде линейной пехоты. 8 сентября 1796 года был ранен в битве при Бассано, когда атаковал и взял мост через Бренту, упорно обороняемый элитными австрийскими гренадерскими батальонами. Генерал Наполеон Бонапарт с честью упоминает Фрера в своём рапорте Директории и производит его в полковники прямо на поле боя, и ставит во главе данной полубригады. Действовал в составе дивизии Ожеро. В 1798 году этом качестве он был переведён в Английскую армию. Сражался против вандейцев и шуанов. Фрер был частью экспедиции генерала Пуана, которая вышла из порта Гавр-де-Грас в ночь с 7 на 8 апреля 1798 года и 9 апреля неудачно пыталась вернуть остров Сен-Маркуф. С 1799 по 1800 годы служил в рядах Батавской и Рейнской армий.
3 января 1800 года Жорж был отозван в столицу и переведён в гвардию консулов, в которой возглавил пехоту. 9 апреля 1801 года в Париже женился на графине Софие Ле Престр де Шатожирон (фр. Sophie Le Prestre de Châteaugiron; 1776—). У пары родились сын Ипполит (фр. Hyppolite Georges Frère; 1802—1825) и дочь Луиза (фр. Louise Sohie Agathe Frère; 1803—).
13 сентября 1802 года был произведён в бригадные генералы и возглавил пеших гренадер гвардии.

### Во главе бригады
25 марта 1803 года возглавил 1-ю бригаду в пехотной дивизии Монришара в Неймегене. 3 мая был зачислен в 1-ю пехотную дивизию Ганноверской армии генерала Мортье. К 7 июня 1803 года оккупировал Штаде и Гарбург, после чего двинулся к Куксхафену, чтобы перехватить проход всех английских кораблей, находившихся ещё на Эльбе. С 29 августа 1805 года сражался в рядах 1-го армейского корпуса маршала Бернадотта Великой Армии. Участвовал в Австрийской, Прусской и Польской кампаниях 1805-07 годов. 2 декабря 1805 года сражался при Аустерлице. 6 ноября 1806 года способствовал взятию Любека и вошёл в этот город одним из первых. С 1 февраля по 6 марта 1807 года временно возглавлял дивизию. 4 июня 1807 года русские двумя сильными колоннами в девять часов утра начали своё наступательное движение. Фрер предупредил маршала, а тот в свою очередь послал генералу приказ держаться до последней крайности и даже погибнуть, если понадобится, вместе со всеми храбрыми солдатами 27-го полка лёгкой пехоты, но не позволить врагам прорваться через реку. 5 июня оборонял мост в Шпандене через Пассаргу, и отразил семь атак неприятеля численностью в десять тысяч человек, имея при себе только полк и четыре пушки. Эта оборона, стоившая противнику 300 убитых и 900 раненых, явилась одним из самых блестящих ратных подвигов кампании.

### Дивизионный генерал
6 марта 1808 году получил звание дивизионного генерала. 21 апреля был назначен комендантом Аранды. 9 мая сменил погибшего генерала Малера во главе 3-й пехотной дивизии 2-го наблюдательного корпуса Жиронды генерала Дюпона. 7 июня он двинулся на Сеговию и, подойдя к городу, послал парламентария с предложением магистратам сложить оружие. Испанцы, численностью в пять тысяч человек и при поддержке тридцати артиллерийских орудий, встретили парламентария пушечными выстрелами, после чего Фрер немедленно приказал атаковать. Неприятель был полностью разбит: многие испанцы погибли в бою, 600 попали в плен, а также лишились всех орудий. В июле генерал Фрер прибыл на поддержку армейского корпуса маршала Монсея, который двинулся к Валенсии. Оказавшись в Рекине, генерал Фрер спас свою дивизию благодаря немедленной решимости отдать приказ об отступлении, который был выполнен с величайшим порядком. 7 сентября корпус Монсея стал 3-м армейским корпусом Армии Испании. 9 сентября был заменён из-за болезни генералом Гранжаном. 8 ноября был назначен комендантом Витории вместо генерала Лагранжа. 28 ноября присоединился к штаб-квартире армии. 15 декабря стал командующим провинции Толедо. С января по март 1809 года выполнял функции начальника штаба войск маршала Ланна в ходе осады Сарагосы, с которым он после взятия города отправился в Австрию.
В апреле 1809 года вызван в расположение Армии Германии. 21 и 22 мая сражался у Эсслинга. 5 июня возглавил вместо генерала Клапареда 2-ю гренадерскую дивизию 2-го армейского корпуса генерала Удино. 6 июля был тяжело ранен при Ваграме, и 9 июля заменён во главе дивизии генералом Дюпа. 25 августа получил разрешение вернуться во Францию.
15 марта 1810 года сменил генерала Суама во главе 3-й пехотной дивизией Армии Каталонии. Он снова отличился под началом Сюше при осадах Тортосы и Таррагоны. 25 января 1812 года получил назначение в качестве командира пехотной дивизии в Эбрской армии генерала Рея, однако, в тот же день получил разрешение отправиться на лечение.

### Административная служба и отставка
8 февраля 1812 года стал командующим 13-го военного округа в Рене. С 11 апреля 1815 года, в период «Ста дней», возглавлял 16-й военный округ в Лилле. С 25 июля 1815 года без служебного назначения. 30 декабря 1818 года помещён в кадровый резерв генштаба. 1 января 1825 года вышел в отставку. Умер в Париже 16 февраля 1826 года и был похоронен на кладбище Пер-Лашез.

## Воинские звания
- Капитан (2 сентября 1791 года);
- Командир батальона (9 мая 1793 года);
- Полковник (8 сентября 1796 года);
- Бригадный генерал (13 сентября 1802 года);
- Дивизионный генерал (6 марта 1808 года).

## Титулы
- Граф Фрер и Империи (фр. comte Frère et de l'Empire; декрет от 19 марта 1808 года, патент подтверждён 18 июня 1809 года в Шёнбрунне)[2][3].

## Награды
Легионер ордена Почётного легиона (11 декабря 1803 года)
 Коммандан ордена Почётного легиона (14 июня 1804 года)
 Кавалер военного ордена Святого Людовика (8 июля 1814 года)